# Iván Fischer
Iván Fischer (Budapest, 20 de enero de 1951) es un compositor y director de orquesta húngaro.

## Vida
Fischer nació en Budapest en una familia musical judía. Al principio estudió piano, violín, violonchelo y composición en su ciudad natal. Más tarde se trasladó a Viena para estudiar dirección con Hans Swarowski en la Universidad de Música y Arte Dramático de Viena. Allí mismo estudió violonchelo y música antigua, estudiando y trabajando como ayudante de Nikolaus Harnoncourt. En 1976 Fischer ganó la competición de dirección de la Fundación Rupert en Londres.
Su hermano Ádám Fischer (1949) es también un reconocido director de orquesta.

## Carrera

### Como director de orquesta
Empezó posteriormente a actuar como director invitado de orquestas británicas como la Orquesta Sinfónica de la BBC y la Orquesta Sinfónica de Londres, con quien dirigió una gira mundial en 1982. Su debut como director en los EE. UU. se produjo con la orquesta Filarmónica de Los Ángeles en 1983.
Fischer regresó a Hungría en 1983 para fundar la Orquesta del Festival de Budapest, que inicialmente se pretendía un limitado número de conciertos al año en una base parcial. Se convirtió en una institución permanente en 1992, con un programa de alrededor de 30 semanas de representaciones al año.
En los Estados Unidos desempeñó el cargo de director invitado principal de la Orquesta Sinfónica de Cincinnati durante siete años. En 2006 fue nombrado principal artista de la Orchestra of the Age of Enlightenment. En febrero de 2011 fue nombrado director musical de la Konzerthaus Berlin y director principal de la Konzerthausorchester Berlin, con efectos desde la temporada 2012-2013, y con un contrato inicial de 3 años.
Firmó un contrato de grabación en exclusiva con Philips Classics en 1995. Desde 2004 el maestro húngaro ha grabado para Channel Classics Records.

### Como compositor
Sus composiciones están normalmente escritas para pequeños grupos de voces humanas e instrumentos.  

## Premios y reconocimientos
Sus grabaciones de Bartók y Liszt con la Orquesta del Festival de Budapest han ganado un premio Gramophone, Diapason d'Or del año, cuatro clefs de Télérama, y los premios Arte, MUM y Erasmus.  
Su grabación en el Festival de Glyndebourne de la ópera Così fan tutte de Mozart en DVD fue nominada por Gramophone y Premio Grammy. 